# Mirrored in Secrecy
Mirrored in Secrecy ist eine Dark-Metal-Band aus Deutschland.

## Geschichte
Gegründet wurde Mirrored in Secrecy im Jahr 2003 von David Timsit als Solo-Projekt. Der ursprüngliche Name des Projektes lautete zu diesem Zeitpunkt Mirrornegative. Nach der Veröffentlichung des ersten Demos Fall of Leaves im Spätsommer 2003 pausierte das Projekt bis zu Timsits Umzug von München nach Köln. Dort gruppierte der Musiker die erste Live-Formation, bestehend aus ihm als Sänger, Jeremy Iskandar (Gitarre), Christian Peters (Gitarre), Tobias Conrady (E-Bass) und Daniel Bendel (Schlagzeug).
Es folgten mit Devotion (veröffentlicht 2007) und Truth (veröffentlicht 2009) zwei selbstproduzierte Mini-Alben in dieser Besetzung. Ende 2009 wählte das Printmagazin Sonic Seducer Mirrored in Secrecy zur Teilnahme an der Top 50 des von ihnen veranstalteten Battle-of-the-Bands-Wettbewerbes aus. Durch die Teilnahme konnte die Band das Label ZYX Music auf sich aufmerksam machen, für deren Sampler Gothic Spirits 12 sie 2010 den Song Craving for the Sin beisteuerten.
Ende 2010 stieg Bassist Tobias Conrady aus beruflichen Gründen aus und wurde durch Johanna Neumann ersetzt. Darüber hinaus ergänzte Julia Kahlert die Band als zweite Sängerin. Im Frühjahr 2011 nahmen Mirrored in Secrecy an der Weltrekord-Veranstaltung "40 Bands - 1 Day - 1 Stage" teil, welches vom Hard Rock Café veranstaltet wurde und ihnen eine Erwähnung im Guinness-Buch der Rekorde einbrachte. Ende 2011 unterzeichnete die Gruppe einen Plattenvertrag bei Echozone / Bob Media und nahm ihre Debüt-CD Day of Renewal im Gernhart Studio bei Martin Buchwalter auf.
2013 trennten sich Bandkopf David Timsit und das restliche Line-Up nach der letzten gemeinsamen Show auf dem Winter Ends Festival aufgrund unterschiedlicher Zielsetzungen. Die folgende EP Black Halo wurde von Timsit selbst eingespielt, sowie produziert und erschien am 26. April 2013.
Das zweite Studioalbum Solitution erscheint am 16. Juni 2017 und beinhaltet einen Gastauftritt von Ex-Sängerin Julia Kahlert.

## Stil
Der dargebotene Musikstil umfasst Elemente der Frühphase des Gothic Metal mit Einflüssen des skandinavischen Melodic Death Metal und Nuancen der Genres Symphonic Metal und Dark Rock. Mirrored in Secrecy kombinieren drei Gesangsstile: Weiblichen und männlichen Klargesang, sowie gutturale Gesänge.

## Diskografie

### Studioalben
- 2012: Day of Renewal (Echozone / Bob Media Distribution)

### EPs
- 2007: Devotion
- 2009: Truth
- 2012: Mortality
- 2013: Black Halo